# هنر و فیزیک
تولید هنر به عنوان یک فعالیت خلاقانه و هنری، تحت تأثیر عوامل گوناگون قرار می گیرد. یکی از این عوامل اساسی، فیزیک است. فیزیک به عنوان علمی که به بررسی قوانین طبیعت می پردازد، تأثیر قابل توجهی در تولید هنر دارد. مطالعه و درک اصول و قوانین فیزیک، هنرمندان را در طراحی، ساخت و اجرای آثار هنری تحت تأثیر قرار می دهد و به آنها کمک می کند تا آثاری را بسازند که از نظر فیزیکی قابل توجیه و قابل درک باشند.

## تاثیر فیزیک در تولید هنر
در تولید هنر، فیزیک به طور واضح و غیرمستقیم تأثیر می گذارد. از یک طرف، مفاهیم اساسی فیزیک مانند گرانش، جرم، سرعت، هندسه فضا و زمان، نقش مهمی در طراحی و ساخت آثار هنری دارند. برای مثال، در هنر مجسمه سازی، شکل دهی به مصالح، برخوردن با خاک و چیدمان قطعات در فضا بر اساس اصول فیزیکی انجام می شود. اصول و قوانین مکانیک، موجب می شوند که آثار مجسمه سازی استوار و پایدار باشند.
از سوی دیگر، فیزیک تأثیرات مختلفی بر روی تجربه هنری فرد دارد.
مثلاً، در تولید تصاویر پویا (مانند فیلم و تئاتر)، اصول نورپردازی و تئوری رنگ در فیزیک، باعث ایجاد اجزاء و تأثیرات بصری است که در تماشای آثار هنری تأثیر قابل توجهی دارند. هرچند که این تأثیرات به صورت غیرمستقیم هستند و به طور مستقیم ارتباط مستقیم با نسبت به فیزیک ندارند، اما با درک این اصول و قوانین، هنرمندان می توانند از آنها به نحوی استفاده کنند که تأثیر قوی در تجربه هنری مخاطبان داشته باشند.تأثیر فیزیک در تولید هنر به عنوان یکی از مولفه های اساسی در طراحی و ساخت آثار هنری مورد استفاده قرار می گیرد. هنرمندان می توانند با تسلط بر اصول و قوانین فیزیک، طراحی هایی دقیق و هماهنگ را ارائه دهند که نه تنها زیبا و خلاقانه هستند، بلکه از لحاظ فیزیکی هم قابل توجیه و عملی هستند. همچنین، این اصول و قوانین می توانند برای بهبود عملکرد و اجرای آثار هنری نیز مورد استفاده قرار بگیرند. به عنوان مثال، فهم صداشناسی و اکوستیک در فیزیک، به هنرمندان کمک می کند تا صداها را به طور صحیح کنترل و تنظیم کنند تا یک تجربه صوتی بهتر ارائه دهند.
حتی قبل از اینکه پیشینیان ما صحبت کردن را یاد بگیرند و توانایی بیان گفتار را توسعه دهند، آنها شروع به نقاشی روی دیوارهای غار کرده بودند. می توان گفت که آنها می خواستند پیامی را به موجودات هوشمند دیگر برسانند: "من اینجا در این غار بودم"، به این امید که برخی از موجودات هوشمند دیگر بتوانند تصاویر آنها را درک کنند. نوعی «پیام در بطری» برای ناظران آینده؟ در واقع، به آنها بگویید: "شما تنها نیستید". این غار نگاری را می توان تلاشی برای انتقال دانش دانست. انسان‌های مدرن همچنین نقاشی را برای موجودات هوشمند فرازمینی ارسال کردند که به ترتیب در سال‌های 1972 و 1973 روی فضاپیمای پایونیر 10 و پایونیر 11 نصب شده‌اند.
- پلاک‌های روی فضاپیمای پایونیر این پیام تصویری را نشان می‌دهد که توضیح می‌دهد انسان‌ها در سیاره سوم اطراف خورشید زندگی می‌کنند (ستاره‌ای) که موقعیت نسبی آن نسبت به مرکز کهکشان ما در تصویر رمزگذاری شده است و همچنین یک پیامی مبنی بر اینکه ما ساختار اتم هیدروژن، فراوان ترین عنصر در جهان را درک می کنیم. درک اینکه چرا برخی از افراد به هدف هنر شک می کنند دشوار است، نیاز به بیان هنری یک ابزار تکاملی قدرتمند است، فقط به این دلیل که توانایی تفکر انتزاعی را توسعه می دهد. در واقع، الفبا را می توان مفیدترین هنر انتزاعی تا کنون در نظر گرفت، البته همراه با اعداد. یعنی با حفاری در اطراف، می توان طلا، الماس، نفت... را پیدا کرد اما هیچ کس نمی تواند حروف و اعداد را کند. حروف الفبا و سیستم اعداد، هنر انتزاعی ناب و مفیدترین خلقت انتزاعی ذهن بشر است. تحصیلات من در تاریخ هنرهای زیبا و تجزیه و تحلیل آثار هنری مورد بحث در اینجا بر اساس کتاب مروری نوشته شده توسط یک تیم بین المللی از هنرمندان، مورخان هنر و متصدیان است که پیشرفت هنر را به صورت زمانی ردیابی می کند.
- فرهنگ = علم + هنر.

## ارتباط:
اولین نشانه یک ذهنیت جدید مبتنی بر عقل و منطق، که رنسانس از آن تکامل خواهد یافت را می توان در آثار هنری جوتو دی بوندون مشاهده کرد، زیرا در نقاشی های او اشاره ای به چشم انداز وجود دارد، اشیاء دور به نسبت کوچکتر به نظر می رسند. جوتو اولین کسی بود که شروع به نقاشی یک صحنه از نقطه ثابت و در پرسپکتیو کرد، به طوری که تمام خطوط دید روی چشم بیننده که در یک مکان ترجیحی ثابت قرار می گیرد، همگرا می شود. این تکنیک آینده نگر توهم رکود را در نقطه ناپدید شدن نکسال ایجاد می کند. Nichole d’Oresme در حدود سال 1360 ابزار جدیدی را معرفی کرد، نمایش بصری اعداد، که در آن از محورهای افقی و عمودی برای نشان دادن اعداد به دست آمده توسط اندازه‌گیری‌ها استفاده می‌شود، یعنی یک نمودار - ابزاری اجتناب‌ناپذیر در علم از آن زمان. محورهای افقی و عمودی توسط نقاشان برای سازماندهی فضا بر روی بوم مطابق با فضای مسطح اقلیدسی استفاده می شود. در سال 1435 لئون باتیستا آلبرتی کتاب Della pittura را منتشر کرد که در آن تکنیک ترسیم پرسپکتیو را با استفاده از ریاضیات دقیق و هندسه اقلیدسی توضیح داد. با ترسیم یک منظره در پرسپکتیو یا مشاهده یک منظره از یک منظر ثابت، به هنرمند این امکان را می‌داد که سه محور فضا را در روابط مناسب خود ترتیب دهد (پرسپکتیو به معنای "روشن دیدن" است). نقاشی‌های رنسانس، تقریباً به‌عنوان عکس، واقع‌گرایانه هستند و اندازه‌ها، شکل‌ها و موقعیت‌های اشیاء نقاشی شده مختلف را نسبت به یکدیگر، همانطور که در فضای واقعی/واقعی است، حفظ می‌کنند. درک و تفسیر نقاشی های رنسانس آسان است، همه چیز معقول، منطقی به نظر می رسد و با درک شهودی ما از مفهوم مکان و زمان، که به طور ریاضی توسط فرضیه های اقلیدسی توصیف شده است، مغایرت ندارد. ذهنیت (ذهنیت) رنسانس به وضوح در هنرهای تجسمی قابل مشاهده است.این نقاشی قابل توجه لئوناردو به وضوح اعلام می کند که "انسان" قهرمان است، که ما، انسان ها، می توانیم تفاوت ایجاد کنیم. این یک توضیح هنری قوی از معنای اومانیسم است که پس از کشمکش های فراوان متولد شد. 

#### هنر و علم مدرن
اختراع عکاسی توسط ژوزف نیسفور نیپس در سال 1826 جامعه هنرهای تجسمی را شوکه کرد تا جایی که نقاش فرانسوی پل دلاروش اعلام کرد: "از امروز نقاشی مرده است". در همان زمان، در نیمه اول قرن نوزدهم، ریاضیدانان گاوس، لوباچفسکی و ریمان هندسه جدید غیر اقلیدسی را توسعه دادند، هندسه فضای منحنی. اگرچه گاوس، ریاضیدان بزرگ، هندسه غیراقلیدسی جدیدی را قبلاً در سال 1824 پیشنهاد کرد، او هرگز آن را منتشر نکرد، احتمالاً به دلیل ترس از تمسخر شدن توسط همکاران، صرفاً به این دلیل که طبق طرز فکر آن عصر، مفهوم اقلیدسی از فضا تخطی ناپذیر بود. با این حال، لوباچفسکی به اندازه کافی شجاع بود که نظریه هندسه خود را در مورد فضای منحنی در سال 1840 منتشر کرد و از جمله بیان کرد که دو خط موازی می توانند از یکدیگر عبور کنند. قدرت روایت برخاسته از زیتگیست چنان مسلط بود که لوباچفسکی به دلیل کفرگویی که علیه اقلیدس داشت، مقام استادی خود را از دست داد. انیشتین نسبتاً به زودی نشان  داد که مکان و زمان واقعاً منحنی هستند و مفهوم مکان و زمان مطلق که برای قرن‌ها تسلط داشته است به سادگی اشتباه است.. یک فیزیکدان تحصیل کرده در واقع می تواند ببیند که این نقاشی معروف مانه هندسه فضای منحنی را رمزگذاری می کند. یعنی در فضای منحنی شکل و اندازه جسم به جایی که جسم در فضا قرار می گیرد بستگی دارد.
به طور خلاصه، تاثیر فیزیک در تولید هنر قابل توجه است و هنرمندان را در طراحی، ساخت و اجرای آثار هنری هدایت می کند. دانستن اصول و قوانین فیزیک می تواند به هنرمندان کمک کند تا آثاری را بسازند که از نظر فیزیکی قابل توجیه و عملی باشند و در عین حال تجربه هنری متناسب با انتظارات مخاطبان را ارائه دهند. همچنین، دانستن و استفاده از اصول و قوانین فیزیک در تولید هنر، می تواند به عملکرد بهتر و بهبود تجربه هنری مخاطبان کمک کند.
میدان کوانتومی هیگز همراه با سایر میدان‌های کوانتومی مرتبط با ذرات بنیادی کشف‌شده وجود دارد و تنها آن میدان‌های کوانتومی مرتبط با ذرات بنیادی دارای جرم با میدان کوانتومی هیگز ارتباط برقرار می‌کنند. در پایان به دو اثر هنری هنرمند آمریکایی بارنت نیومن اشاره می کنم. یکی «Vir Heroicus Sublimis» (1950)، یک بوم بزرگ (2.5 متر در 5.5 متر) [7]، پوشیده شده با یک رنگ همگن از بافت یکنواخت و تنها مداخله در این زمینه تک رنگ، چند نوار نازک از رنگ‌های متضاد است.  همچنین عنوان این نقاشی بسیار جذاب است. نیومن عاشقانه هنر را دوست داشت و پیوسته رسالت آن را زیر سوال برد. او چندین سال بحث کرد که هنر چگونه باید باشد. با نگاهی به نقاشی دیگری از نیومن با عنوان "مرگ اقلیدس" (1942) واضح است که چرا او این عنوان را انتخاب کرد، زیرا این تصویر تصویری زیبا از تخریب مفهوم فضای مسطح است که آن توسط فیزیک سال ها پیش انجام شده است.